# Tha City Paper
Tha City Paper — американський репер, з 2012 р. підписант Cashville Records, лейблу Янґ Бака. У 1993 р. хіп-хоп виконавець Pistol сформував гурт P.J.N. Приблизно в 1996—1997 р. Tha City Paper, на той час учень середньої школи, почав зустрічатися з його двоюрідною сестрою. Він був у добрих стосунках з його кузенами, членами вищезгаданої групи.
Поступово Tha City Paper став дедалі більше захоплюватися репом. Згодом він став учасником гурту. За свою історію до колективу входили: Jay-Rock, Lil Bruce, Charlie D (також відомий як Lil Gates), Uno da Playa, Luckie Stripes, Big Gee (пом.), Money Maker Mont (пом.; молодший брат Pistol), Sico Boo, Yo (також відомий як PJN Yo), Paw Shay (пом.), Lil Cory, Kool Daddy Fresh, Hayla Hay, Oz, D-Mac, Cheezy, Lil Larry, C-Dale, Big Twin та ін. Фактично P.J.N. є потужним рухом, до якого належать не лише одні репери.
У 2012 р. виконавець з'явився на пісні Бака «Go Loco» з мікстейпу Live Loyal Die Rich. Трек також увійшов до релізу G.a.S — Gangsta and Street. Наразі репер працює над своїм дебютним студійним альбомом.

## Дискографія
Студійні альбоми
- 2008: Paper View (як Paper)

Мікстейпи
- 2010: Dis What Money Do (Trill Skillz Special Edition) (Гост: DJ Wheezy)
- 2011: DOPaminE (Гост: DJ Scream)[4]
- 2012: G.a.S — Gangsta and Street (разом з Young Buck)
- 2012: Welcome 2 Cashville (разом з Cashville Records)
- 2013: G.a.S — Gangsta and Street 2 (разом з Young Buck)
- 2014: Paperview 2
- 2014: Paper View 3

Гостьові появи
| Рік  | Назва | Виконавець    | З альбому                               |
| ---- | --- | ------------- | --------------------------------------- |
| 2002 | «252» (за участі Young Paper)                                                                                    | Starlito      | Prince of the Ville: Underground Vol. 1 |
| 2002 | «Whip Game» (за участі Young Paper)                                                                              | Starlito      | Prince of the Ville: Underground Vol. 1 |
| 2010 | «Certified Street» (за уч. Young Paper)                                                                          | Prolifik      | No Nigga Season                         |
| 2011 | «I'm from Cashville» (за уч. Tha City Paper)                                                                     | D-Tay         | Gone King Kong                          |
| 2012 | «#ForeverScoob» (R.I.P. DJ Scooby) (за уч. Stix Izza, Young Buck, Tha City Paper, Quanie Cash та Robin Raynelle) | Starlito      | —                                       |
| 2012 | «Buy It All» (за уч. Tha City Paper)                                                                             | Bezzeled Gang | Tha Musik City Miracle                  |
| 2012 | «Go Loco» (за уч. Tha City Paper)                                                                                | Young Buck    | Live Loyal Die Rich                     |
| 2012 | «Tyler Perry» (за уч. Tha City Paper)                                                                            | J-Gutta       | Duffy Gang                              |
| 2012 | «The Storm» (за уч. Tha City Paper та Ms. Trice)                                                                 | Ahren-B       | Ahren-B EP                              |
| 2012 | «Leanin' on Dat Leather» (за уч. Tha City Paper)                                                                 | Goatalini     | Actin' Brand New                        |
| 2013 | «Turnt Up» (за уч. Tha City Paper та Rukus 100)                                                                  | Paperchase    | The Next Big Thang Pt.2                 |
| 2013 | «Get Sum'n» (за уч. Starlito та Tha City Paper)                                                                  | L Roy da Boy  | —                                       |
| 2015 | «Get Money» (за уч. Cub da Cookup Boss, Tha City Paper та Heatboy Kielo)                                         | Lil Murda     | Just Being Me                           |
| 2015 | «Whole Time» (з уч. Rukus та Tha City Paper)                                                                     | D Strap       | Strap'd Is the Way to Be                |

## Нагороди та номінації
| Рік  | Номіновано                                      | Нагорода                                                               | Результат |
| ---- | ----------------------------------------------- | ---------------------------------------------------------------------- | --------- |
| 2009 | Paper View                                      | Southern Entertainment Awards — «Незалежний альбом року»               | Номінація |
| 2009 | Paper View                                      | Southern Entertainment Awards — «Найкращий незалежний реп-альбом року» | Номінація |
| 2011 | «Dope Boy Swag» (Продюсер: Broadway)            | Southern Entertainment Awards — «Біт року»                             | Номінація |
| 2011 | «Dope Boy Swag»                                 | Southern Entertainment Awards — «Пісня року»                           | Номінація |
| 2013 | G.a.S — Gangsta and Street (разом з Young Buck) | Southern Entertainment Awards — «Мікстейп року»                        | Номінація |

| Рік  | Номінант       | Нагорода                                                               | Результат |
| ---- | -------------- | ---------------------------------------------------------------------- | --------- |
| 2008 | Young Paper    | Southern Entertainment Awards — «Виступ року»                          | Номінація |
| 2009 | Young Paper    | Southern Entertainment Awards — «Найкращий незалежний виконавець року» | Номінація |
| 2009 | Young Paper    | Southern Entertainment Awards — «Недооцінений виконавець року»         | Перемога  |
| 2011 | Tha City Paper | Southern Entertainment Awards — «Незалежний реп-виконавець року»       | Номінація |